# غوشناطية سميثية
{{صندوق معلومات كائن
| الاسم =  غوشناطية سميثية
| حالة الحفظ =  لا
| الصورة = 
| عرض الصورة = 
| التعليق = 
| النطاق =  حقيقيات النوى
| المملكة =  نباتات
| الفرع =  النباتات الجنينية
| القسم =  النباتات الوعائية
| الشعبة =  حقيقيات الأوراق
| الشعيبة =  البذريات
| الصف =  كاسيات البذور
| الطائفة =  ثنائيات الفلقة
| الصنف =  النجميانيات
| الطبقة =  النجمياوايات
| الرتبة =  النجميات
| الفصيلة =  النجمية
| الأسرة =  الغوشناطياوات
| الجنس =  الغوشناطية
| النوع =  غوشناطية سميثية
| الاسم العلمي =  Gochnatia smithii
| واضع الاسم =  [[B.كارولوس لينيوسRob.]] & Greenm.
| عام وضع الاسم =  1896
| ماهية التقسيم = 
| التقسيم = 
| خريطة الانتشار = 
| عرض خريطة الانتشار = 
| تعليق خريطة الانتشار = 
}}
غوشناطية سميثية (الاسم العلمي:Gochnatia smithii) هي نوع من النباتات تتبع جنس الغوشناطية من الفصيلة النجمية.